# عبد الحميد عبد السميع
عقيد عبد الحميد عبد السميع، عسكري مصري، كان قائد اللواء 16 مشاة، في الجيش الثاني الميداني في حرب أكتوبر 1973. حاصل على وسام نجمة الشرف.